# Condado de McCurtain
El condado de McCurtain (en inglés: McCurtain County), fundado en 1907, es un condado del estado estadounidense de Oklahoma. En el año 2000 tenía una población de 34.402 habitantes con una densidad de población de 7 personas por km². La sede del condado es Idabel.

## Geografía
Según la oficina del censo el condado tiene una superficie total de 4924 km² (1901,2 mi²), de los que 4797 km² (1852,1 mi²) son tierra y 127 km² (49,0 mi²) (2,58 %) son agua.

### Condados adyacentes
- Condado de Le Flore - norte
- Condado de Polk - noreste
- Condado de Sevier - este
- Condado de Little River - sureste
- Condado de Bowie - sur
- Condado de Red River - suroeste
- Condado de Choctaw - oeste
- Condado de Pushmataha - noroeste

### Principales carreteras y autopistas
- U.S. Autopista 70
- U.S. Autopista 259
- Carretera Estatal 3
- Carretera Estatal 37
- Carretera Estatal 98

### Espacios protegidos
En este condado se encuentra el refugio para la vida salvaje de Little River así como una parte del bosque nacional de Ouachita. 

## Demografía
Según el censo del 2000 la renta per cápita media de los habitantes del condado era de 24.162 dólares y el ingreso medio de una familia era de 29.933 dólares. En el año 2000 los hombres tenían unos ingresos anuales 26.528 dólares frente a los 17.869 dólares que percibían las mujeres. El ingreso por habitante era de 13.693 dólares y alrededor de un 24,70% de la población estaba bajo el umbral de pobreza nacional.

## Ciudades y pueblos
- Battiest
- Broken Bow
- Eagletown
- Garvin
- Haworth
- Idabel
- Millerton
- Pickens
- Smithville
- Tom
- Valliant
- Watson
- Wright City